# Minoranza linguistica tedesca in Danimarca

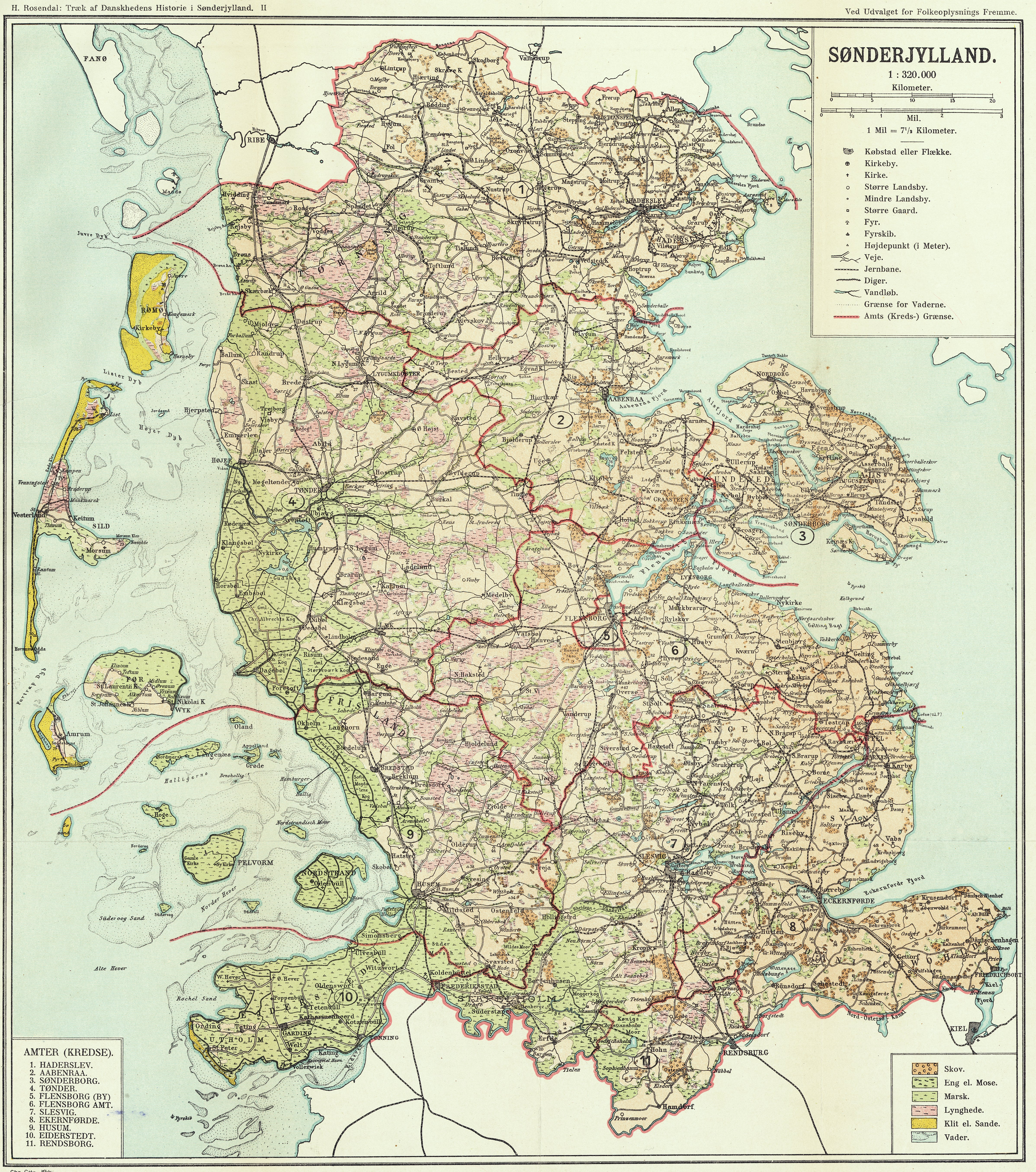
Slesvig settentrionale nel 1918

La minoranza linguistica tedesca in Danimarca, che si descrive come "i tedeschi dello Schleswig Settentrionale" (Jutland meridionale), è composta da circa 15.000-25.000 persone.

## Storia
Lo Schleswig fu dal tempo dei Carolingi una zona contesa tra i danesi ed il Regno Franco. La regione dello Schleswig era scarsamente popolata, ricoperta da una fitta foresta e fu insediata solo nell'Alto Medioevo da coloni sassoni provenienti da sud. Dalla fine dell'XI secolo lo Schleswig diventò un ducato indipendente e affermò fino al 1864 la sua crescente autonomia verso la casa reale danese. Già nel tardo Medioevo i duchi di Schleswig fecero venire coloni olandesi, fiamminghi e dalla Vestfalia. Nel XVIII secolo nel contesto della colonizzazione della palude e della brughiera della Geest di Schleswig giunsero coloni dal Württemberg, dalla Svevia, dall'Assia e dal Palatinato.
Nel 1864 il ducato di Schleswig fu occupato dalla Prussia e quindi divenne provincia prussiana. L'errore del governo danese in relazione alla mancanza di tolleranza ed alla discriminazione nei confronti delle minoranze linguistiche prima del 1864 fu ripetuto dallo Stato prussiano con misure di germanizzazione nello Schleswig Settentrionale dove la maggior parte della popolazione era d'origine danese. I vincoli imposti rafforzarono però nella regione l'identità  danese in modo che subito dopo che lo Schleswig fu assegnato alla Prussia si delinearono due campi nazionali.

### Il primo dopoguerra
Durante la prima guerra mondiale la Danimarca rimase neutrale. Sulla base del trattato di Versailles nel 1920 fu sostenuto un referendum nello Schleswig Settentrionale riguardante l'annessione alla Danimarca o no.
Dei circa 100.000 aventi diritto al voto il 74,9 % votò per l'annessione alla Danimarca. Da allora lo Schleswig Settentrionale fa parte della Danimarca. La minoranza tedesca quindi doveva accettare una vita nel “paese ospitante”. Subito si verificarono dei contrasti con il governo danese perché il nuovo confine fu percepito dai tedeschi come ingiusto che richiedevano una revisione del confine. e da un lato, nonostante l'atteggiamento negativo della minoranza tedesca nei confronti della Danimarca, venne concessa loro una vita culturale propria che, consistente nella tolleranza di associazioni tedesche e di giornali in lingua tedesca, nella costruzione di una scuola con insegnamento in lingua tedesca in scuole pubbliche e private, nella continuazione o creazione di asili, nel mantenimento di una vita religiosa in lingua tedesca; dall'altro lato i partiti nazionalisti danesi non facevano mistero sul fatto che volevano assimilare il gruppo etnico tedesco il più presto possibile con l'intento di farlo sparire in pochi anni. Vennero adottate anche delle misure al riguardo: dopo che le lingue tedesca e danese erano state presenti nella chiesa in egual modo, a partire dal 1923 il danese divenne la sola lingua ufficiale. 
Nello stesso anno venne introdotto il permesso di soggiorno e di lavoro, l'immigrazione da sud venne bloccata e i cittadini tedeschi vennero espulsi; l'immigrazione dal Regno di Danimarca e le istituzioni danesi, come l'università popolare, le caserme e le aziende statali, invece vennero promossi. Scaturì una “battaglia a carattere nazionale” tanto che dal 1925 al 1939 circa 34.000 ettari di terreno cambiarono proprietario: da tedesco a danese. Le richieste di revisione del confine non sono mai smesse. 
Quando il Terzo Reich, il 9 aprile 1940, durante l'operazione Weserübung occupò la Danimarca, sfavorevole ai sensi del diritto internazionale e con la violazione del patto di non aggressione, più di 2.100 tedeschi dello Schleswig Settentrionale parteciparono volontariamente alla guerra. 748 di essi morirono.

### Il secondo dopoguerra
Il 5 maggio 1945, quando le truppe tedesche capitolarono in Danimarca, la minoranza tedesca, in quanto ritenuta composta da collaboratori con la potenza occupante e traditori dello Stato danese, vennero "puniti" severamente. L'ira della popolazione danese, che nel corso dei cinque anni di occupazione si era accumulata, si scaricò sul gruppo etnico. La casa del quotidiano tedesco e numerosi monumenti vennero fatti esplodere, bombe furono gettate nei negozi tedeschi e le case delle associazioni tedesche furono bruciate.
Circa 3.500 membri del gruppo etnico (in particolare la parte maschile) furono arrestati, messi in "custodia protettiva" nei lager, indipendentemente dalla qualità di socio politico o l'aver partecipato alla guerra. Più tardi, 2.948 di loro furono condannati con effetto retroattivo, in base alle disposizioni legislative (la cosiddetta resa dei conti del diritto), a pene detentive da uno a dieci anni di reclusione. La maggior parte ha avuto due anni carcere, eccetto i leader nazisti che hanno avuto delle pene notevolmente più elevate. Quasi ogni famiglia tedesca nello Schleswig Settentrionale venne colpito da questa resa dei conti, soprattutto i volontari di guerra.
Poiché le forze d'occupazione tedesca avevano lasciato otto miliardi di corone danesi di debito nella Banca nazionale danese la Danimarca si rifece sia sulla proprietà del Reich tedesco che sulla proprietà privata del gruppo etnico in Danimarca, le cui istituzioni furono dapprima sequestrate e successivamente espropriate secondo le leggi, con effetto retroattivo. Agricoltori tedeschi che avevano dei depositi in un istituto di credito tedesco furono vittime dell'esproprio, anche locatori di aziende agricole che erano di proprietà dell'istituto stesso.
Oltre alla reclusione e la confisca, le persone di etnia tedesca (con passaporto tedesco) sono state espulse dalla Danimarca. Questi "Aussiedler" (immigrato di origine tedesca proveniente dall'Europa orientale) si ritrovarono inizialmente nell'ex campo di concentramento di Neuengamme vicino ad Amburgo, che veniva gestito dalle autorità britanniche.

La legislazione liberale del anteguerra è stata annullata nel 1945 dal parlamento danese. Una legge per la scuola permetteva la creazione di scuole private a livello di scuola primaria, ma senza il diritto per l'esame. Era quasi impossibile a fare lezione poiché gli insegnanti tedeschi avevano o l'interdizione professionale o, se cittadini tedeschi, dovevano lasciare il paese, gli edifici della minoranza vennero confiscati dal governo danese.
Dal 1945 l'infrastruttura della minoranza doveva essere rinnovata totalmente. L'esistenza del gruppo etnico tedesco stesso era minacciata.

### Dal 1955 in poi
Nel 1955, nelle dichiarazioni di Bonn-Copenaghen, la minoranza danese in Germania e la minoranza tedesca in Danimarca furono riconosciute pienamente e i loro diritti furono confermati, con i quali alle minoranze non vennero concessi diritti speciali, ma solo l'impegno di garantire la libertà di etnia e la parità di trattamento di tutti i cittadini. Secondo le dichiarazioni, le minoranze sono cittadini con tutti i diritti.
Tuttavia, per la minoranza tedesca i risultati dei negoziati del 1955 furono una delusione. La loro richiesta di amnistia e di restituzione dei beni espropriati fu respinta e vista da parte dei danesi come intromissione negli affari interni danesi. La minoranza tedesca però riottenne il diritto di esame per le loro scuole è poté istituire nuovamente un liceo ad Apenrade. 
Ciò ha avviato un processo di rilassamento che ha portato ad un buon rapporto di vicinato odierno.
Il gruppo etnico tedesco con la sua specificità culturale, oggi, è l'unica minoranza linguistica riconosciuta nel Regno di Danimarca in conformità con il Consiglio d'Europa per la protezione delle minoranze nazionali e la Carta per la protezione delle lingue regionali e minoritarie.